# Isla Medjumbe
Isla Medjumbe (en portugués: Ilha Medjumbe) es una de las Islas Quirimbas en la costa norte del país africano de Mozambique, dentro del Parque nacional de Quirimbas. Es de propiedad privada, funciona como un centro turístico exclusivo. Los alojamientos son cabañas de madera con techo de paja. La isla es de 1 kilómetro (0,62 millas) de largo y 500 metros (1.600 pies) de ancho. Está rodeado de espectaculares arrecifes de coral. Las actividades turísticas incluyen el buceo y el snorkeling, el windsurf y la pesca en alta mar.